# Karl Pawlowitsch Brjullow
Karl Pávlovitch Bryullov (em russo: Карл Павлович Брюллов; 12 (23jul.) de dezembro de 1799 — 11 (23) de junho de 1852), nome original de Charles Bruleau, também transliterado como Brjullow, Brullov ou Briuloff, foi um pintor russo.
Foi um dos primeiros pintores russos que recebeu reconhecimento internacional e é considerado uma figura de transição entre o neoclassicismo e o romantismo russo.

## Biografia
Karl Bryullov nasceu em 12 de dezembro de 1799 em São Petersburgo, na família do acadêmico, entalhador e gravador Pavel Ivanovich Briullo (1760-1833), e era irmão do arquiteto Alexander Bryullov. A família de Karl era descendente de huguenotes franceses que se mudaram para a Rússia devido ao Édito de Fontainebleau e o nome francês da família, Bruleau, foi russificado.
Desde cedo, Karl se sentia atraído pela Itália. Apesar de sua educação na Academia Imperial de Artes (1809–1821), Bryullov nunca abraçou totalmente o estilo clássico ensinado por seus mentores e promovido por seu irmão. Depois de se destacar como um estudante promissor e imaginativo e terminar seus estudos, ele trocou a Rússia por Roma, onde trabalhou até 1835 como retratista e pintor de gênero, embora sua fama como artista tenha surgido quando começou a fazer pintura histórica.
Sua obra mais conhecida, O Último Dia de Pompeia (1830–1833), é uma vasta composição comparada por Pushkin e Gogol às melhores obras de Rubens e Van Dyck. A pintura deu fama na Itália e estabeleceu Bryullov como um dos melhores pintores europeus de sua época. Após a conclusão da obra, retornou à capital imperial russa, onde fez muitos amigos entre a aristocracia e a elite intelectual e obteve um alto posto na Academia Imperial de Artes.

A obra-prima de Karl Brjullow, O Último Dia de Pompeia.

Enquanto lecionava na academia (1836–1848), ele desenvolveu um estilo de retrato que combinava uma simplicidade neoclássica com uma tendência romântica que se fundiam bem, e sua propensão ao realismo era trabalhada com um nível intrigante de penetração psicológica. Enquanto trabalhava no interior da Catedral de Santo Isaac, sua saúde deteriorou-se repentinamente. Seguindo o conselho de seus médicos, Bryullov trocou a Rússia pela Ilha da Madeira em 1849. Na ilha portuguesa, pintou alguns quadros, inspirado pelo quotidiano da região. Entre eles destacam-se o Forte do Pico e Passeio na Madeira.
Karl depois passou os últimos três anos de sua vida na Itália. Ele morreu na vila de Manziana, perto de Roma. Foi sepultado no Cemitério Protestante em Roma.

## Estilo artístico

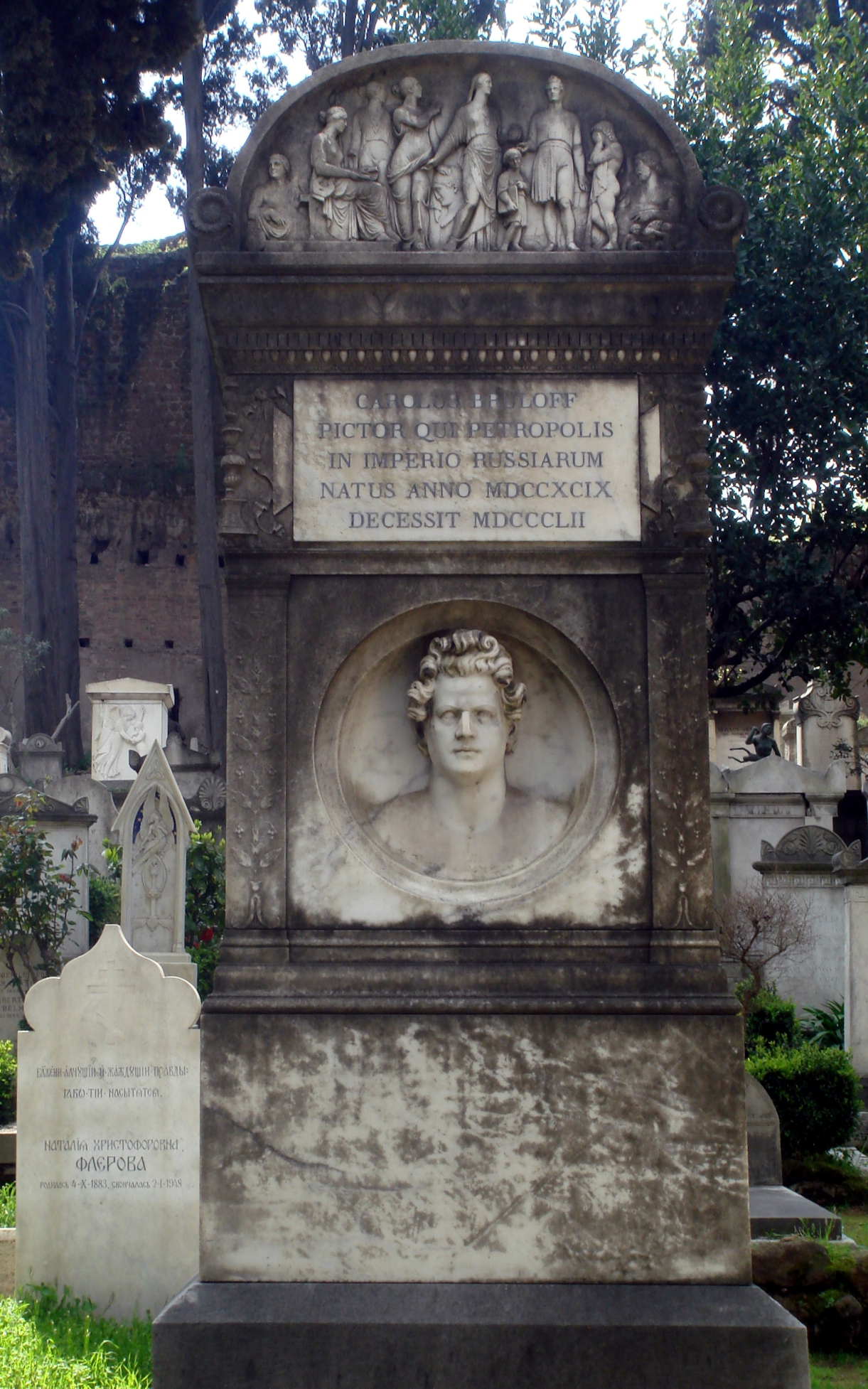
Sepultura de Brjullow no Cemitério Protestante em Roma.

A produção de Bryullov representou o auge do romantismo russo tardio, quando a sensação de totalidade harmônica e beleza do mundo foi substituída por um sentimento de tragédia e conflito da vida. O conflito, tema principal das obras, não se apresenta como a luta dos heróis, como no classicismo, mas como o destino das enormes massas humanas. Em sua obra-prima, "O Último Dia de Pompeia", Bryullov combinou o drama da ação, os efeitos de iluminação românticos e a plasticidade escultórica das figuras. 
Um excelente mestre de retratos cerimoniais e de câmara, Bryullov evoluiu em sua arte da felicidade da vida, em seus primeiros trabalhos, ao intrincado psicologismo, em seus últimos. Assim, antecipou as realizações de artistas como Ilya Repin, na segunda metade do século 19. Bryullov teve uma enorme influência sobre os artistas russos, entre os quais teve muitos seguidores e imitadores.

## Galeria

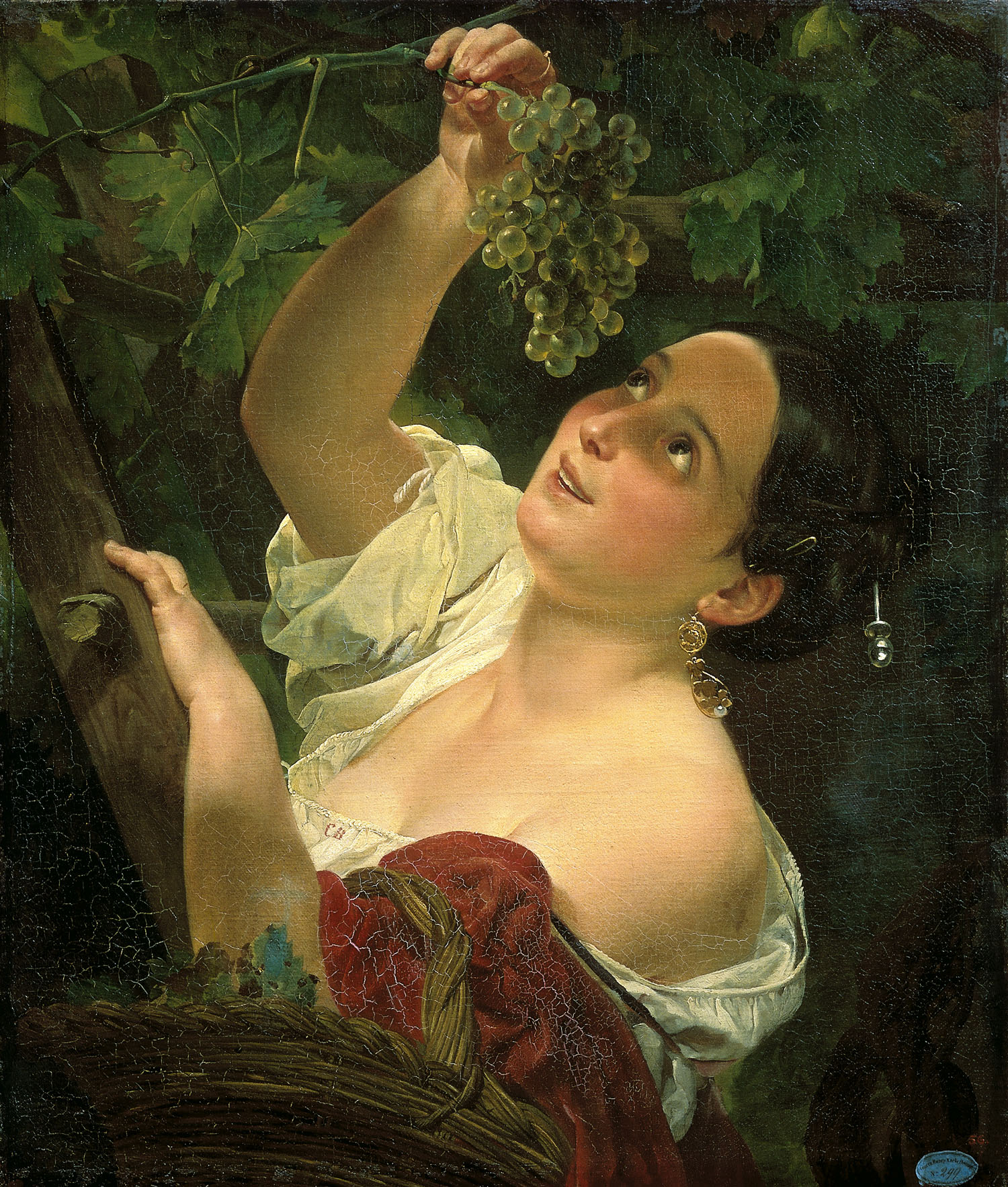
Meio-dia italiano (1827)
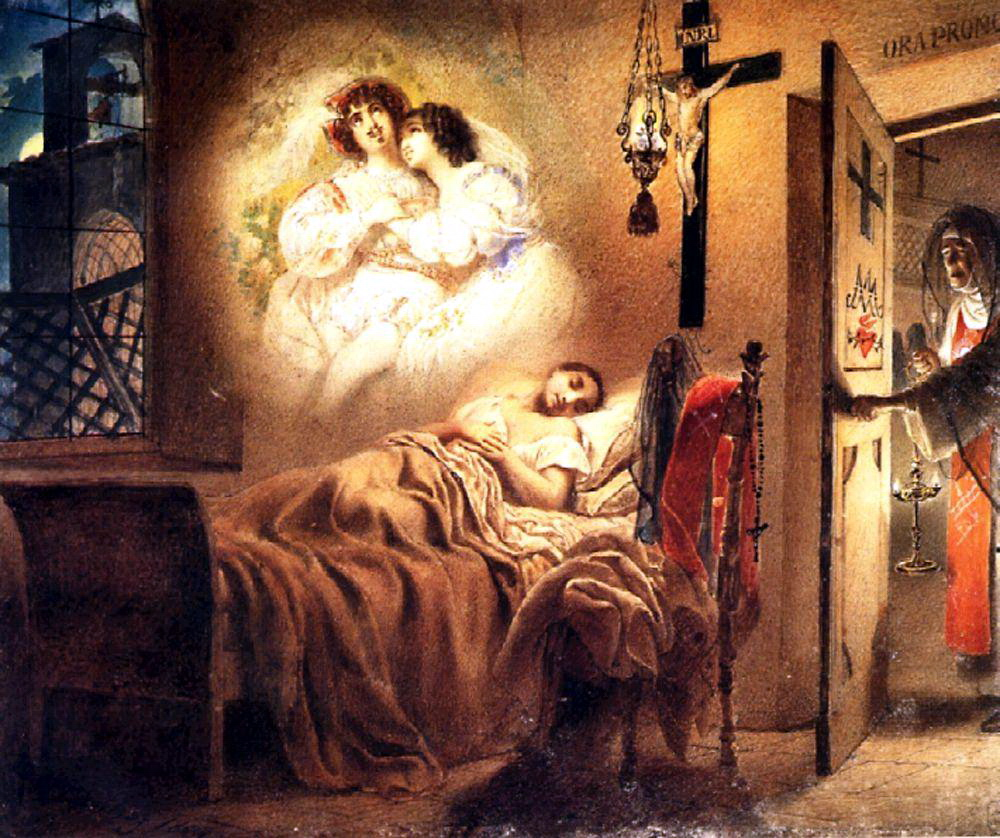
Sonho de uma freira (séc. XIX)
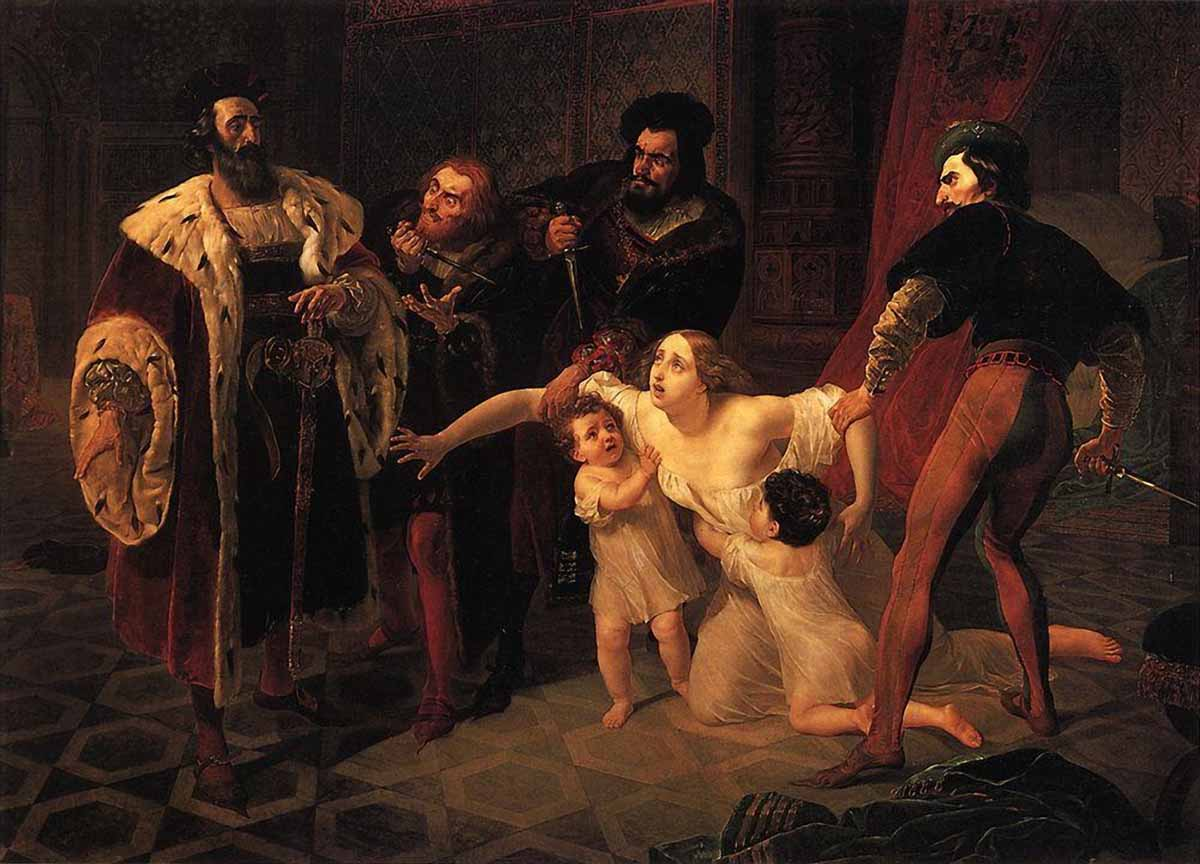
O Assassínio de Inês de Castro (1834)